# علیرضا معزی
علیرضا معزی روزنامه‌نگار، مؤسس و صاحب امتیاز فعلی وبسایت خبری خبرآنلاین است. در زمان ریاست جمهوری حسن روحانی وی پس از محمد شیخان معاون ارتباطات و اطلاع‌رسانی دفتر رئیس جمهورشد. و مدتی دبیر شورای اطلاع‌رسانی دولت بود. وی همچنین از مدیران مسئول سابق روزنامه خبر ورزشی است.

## زندگی
علیرضا معزی (زادهٔ۱۳۵۰ هجری خورشیدی در تهران)، در خانواده ای مذهبی و روحانی در تهران به دنیا آمد. پدر او حاج شیخ عبدالحسین معزی، نماینده رهبری در جمعیت هلال احمر ایران است.
معزی در مرداد ۱۳۹۲ از سوی محمد نهاوندیان، رئیس دفتر و سرپرست نهاد رئیس‌جمهوری در دولت یازدهم به سمت معاون ارتباطات و اطلاع‌رسانی دفتر رئیس‌جمهوری و دبیر شورای اطلاع‌رسانی دولت منصوب شد.در سال ۱۳۹۳ به عنوان معاون سخنگوی دولت و دبیر شورای اطلاع‌رسانی دولت منصوب شد.
معزی در تاریخ ۲۱ مهرماه ۱۳۹۸ از سوی محمود واعظی رئیس دفتر و سرپرست نهاد رئیس‌جمهوری در دولت دوازدهم به سمت معاونت ارتباطات و اطلاع‌رسانی دفتر رئیس‌جمهوری منصوب شد.

## سوابق روزنامه‌نگاری[نیازمند منبع]
- همکاری با سید مهدی شجاعی در مجله نیستان
- دبیر سرویس فرهنگی روزنامه ابرار سیاسی
- سردبیر هفته نامه سروش
- دبیر سرویس فرهنگی روزنامه جام جم
- معاون فرهنگی نشریات همشهری محله
- سردبیر همشهری امارات
- مؤسس و مدیر مسئول خبرگزاری خبرآنلاین